# 北条時宗 (NHK大河ドラマ)
『北条時宗』（ほうじょうときむね）は、2001年1月7日から12月9日まで放送されたNHK大河ドラマ第40作。主演は和泉元彌。

## 作品内容と反響
鎌倉時代中期、北条氏嫡流得宗家に生まれた若き執権・北条時宗を主人公に、宝治合戦や二月騒動といった鎌倉幕府内部の抗争および元寇を国際的スケールで描く。
原作は高橋克彦の『時宗』であり、『炎立つ』（1993年 - 1994年）と同様に脚本と並行して執筆した。主役の和泉元彌は大河ドラマ初出演で、脚本担当の井上由美子も大河ドラマ初執筆。ストーリーは原作と異なっている。
鎌倉時代中期を舞台とした作品は大河ドラマ史上初めてで、現在も本作以外に存在しない。『太平記』（1991年放送）とは近時代であり、作中でも幼少期の北条高時や足利尊氏を登場させるなど、それを強調する演出もなされた。また、時宗の母・涼子（葛西殿）については毛利季光の娘という説が採用され、これに関連する形で毛利家が相模の本領を失って安芸に追われる原因となった宝治合戦の顛末を描いている。
この作品までの大河ドラマでは未踏の時代を取り上げ、元寇を題材に西洋人の貿易商人や高麗使節、元王朝初代皇帝世祖までが登場する世界スケールの構想となり、中国やモンゴルでの海外ロケも行われた。
ご当地となる福岡市早良区のシーサイドももち公園内には、謝国明館・少弐氏館・唐人街など中世の博多を再現した中世博多展示会場が設けられ、オープンロケが行われ、同年には「中世博多展」が開催された。一方の鎌倉市街の様子は、横浜市青葉区の緑山スタジオ・シティの屋外スタジオにおいて中世の鎌倉市街を再現して撮影された。
主役の和泉は伝統芸能界からでは『元禄繚乱』の中村勘九郎（のちの十八代目勘三郎）からわずか2年後の大河主人公役抜擢であり、能・狂言界から初めて。また本作の前年、2000年のNHK紅白歌合戦の白組司会を務めた。
北条時頼役の渡辺謙は1987年『独眼竜政宗』、1993 - 1994年の『炎立つ』以来の出演で、急性骨髄性白血病の長期療養からの復帰後第一作目となった。また、『独眼竜政宗』で伊達政宗の父伊達輝宗を演じた、謝国明役の北大路欣也との共演となった。
初回放送の「鎌倉大激震」での蒙古の大船団、後半放送の「蒙古襲来」「弘安の役」での蒙古の大群の上陸の様子など、デジタル合成やコンピューターグラフィックスを駆使し、スケールの大きな迫力ある映像で再現。前作『葵 徳川三代』に続く2度目の全編ハイビジョン作品となる。
2001年7月11日、7月18日に2週に渡り放送されたその時歴史が動いたでは元寇が取り上げられて、日本軍と元軍との戦いのシーンが流された。そのシーンはこの大河ドラマの元軍との戦いのシーンを先に放送したものである。
本作は大河ドラマとして初めて副音声解説がついた作品である。
平均視聴率は18.5%、最高視聴率は21.2%（視聴率は関東地区・ビデオリサーチ社調べ）。
12月16日・23日に総集編が放送された。後に番組公開ライブラリーとNHKオンデマンドで総集編が公開されている。2007年にはCSのファミリー劇場、2010年には時代劇専門チャンネルで全話再放送が行われている。

## オープニング
オープニングのテーマ曲で流れるモンゴル民謡オルティンドーの歌い手ノロヴバンザドの歌声と、番組最後の紀行コーナーで流れる曲「蒼風」（正式バージョンとテレビバージョンがある）は、山下洋輔の演奏である。また全編3DCGで描かれたオープニングは、モンゴルの原野から大海原、そして宇宙にまで飛び火する壮大なストーリーが描かれており、歴代大河のオープニングの中では最もダイナミックな構成となっている。これは、主人公・時宗が夢の中でまだ見ぬ広大な大陸に思いを馳せる、というアイデアから生まれたものである。なお、冒頭の「北条時宗」を表す題字とともに無数にうごめいている文字は、クビライの生涯の中で戦ってきたライバル達の名前である。また、「北条時宗」の文字もモンゴル文字風の字体デザインとなっている。ドラマの内容にあわせて映像の細かい部分を放送回ごとに変化させていったことも、それまでの大河ドラマのオープニングにはない試みである。

## あらすじ
相次ぐ飢饉で人々が飢え苦しみ、社会が混乱の様を呈していた鎌倉中期。鎌倉幕府第5代執権・北条時頼の嫡子として得宗家に生を受けた時宗は、幼少時には父・時頼から多大な影響を受け、博多商人謝国明や松浦党の娘桐子らと出会い、国際的視野を広めるが、異母兄である時輔とは確執が生じていた。
やがて時宗は第8代執権に就任し、時輔や幕府内の反得宗勢力との争いなど相次ぐ苦難に翻弄される。
また、海の向こうでは元朝の初代皇帝クビライ・カアンが世界征服を進めており、時宗は若くして蒙古襲来（元寇）という国難に直面し、世の平安を模索していく。

## 登場人物

### 北条得宗家とその家臣
北条時宗（ほうじょう ときむね）
（正寿丸 → 北条時宗）
演：和泉元彌（幼少期：小池城太朗 → 浅利陽介）
本編の主人公。
鎌倉幕府第8代執権。
生真面目な性格。生まれながらに定められた己の立場に苦悩しながらも、国を背負う執権として成長していく。
幼いころに鎌倉の惨状を目の当たりにする。のちに父・北条時頼に連れられて諸国を巡り、博多商人・謝国明や松浦党の娘・桐子と出会う。
異母兄・北条時輔を尊敬していたが次第に対立し、時頼亡き後は後継者争いに発展する。御家人をも巻き込んだ争い（二月騒動）で時輔派に勝利し、連署を経た後に執権となる。
その頃、クビライがカアン（皇帝）となった蒙古（大元）からの圧力が強まり、使者の首をはねて対決姿勢を明確にする。元寇（文永の役、弘安の役）で2度襲来した蒙古の大軍を退けたが病に倒れ、34年の短い生涯を閉じる。
北条時輔（ほうじょう ときすけ）
（宝寿丸 → 北条時利 → 北条時輔）
演：渡部篤郎（幼少期：太田光輝 → 東海孝之助 → 崎本大海）
時宗の異母兄。時宗と相対する存在として描かれるもう一人の主人公。
幼い頃より、弟・時宗を思いやる優しい兄だったが、一方で、側室の子であったため時頼から冷遇される。そのため、時宗に対して愛憎が入り交じる複雑な感情を抱くようになっていく。
時宗が成長すると意見対立が目立つようになり、時宗により六波羅探題南方に追いやられる。
時宗の命による二月騒動で殺害されたと思われていたが、左腕が不自由になる重傷を負いながらも北条義宗の手引きによって一命を取り留め、密かに脱出する。その後はあちこちを流浪して蒙古軍にも協力するが、その真意は日本と蒙古との和解を願っての行動である。
のちに時宗と和解しその最期を看取った後、家臣の服部正左衛門と共に世界の果てを目指して旅立つ。
北条時頼（ほうじょう ときより）
演：渡辺謙
鎌倉幕府第5代執権。時輔・時宗・宗政の父。北条泰時の孫。
側室との子である時輔を冷遇するが、それは時宗が得宗家の跡取りと世に知らしめ、鎌倉が真っ二つにならないようにするためである。
病に倒れて出家し、長時に執権の座を譲った後も回復してからは幕府の実権を握り続けていたが、何者かに毒を盛られて死の床に就く。死の間際に時宗を呼び出して長時と時輔を殺すことを伝え、慄然とする時宗に「鎌倉は夢の都」と言い残して亡くなる。
涼子（あきらこ）
（涼子 → 涼泉尼）
演：浅野温子
時頼の正室。時宗・宗政の母。毛利季光の娘。
父・季光が宝治合戦で自害した後、北条重時の養女として時頼に嫁ぐ。父母を死に追いやった敵として時頼に恨みを抱いていたが、いっぽうで愛情もあり、それを押し殺している。時頼の死の直前に彼の謝罪を受けて和解。後年、宗政の所に身を寄せるが、後に時宗が異母兄・時輔を殺そうとした際には反発し、出家して時宗と縁を切ろうとする。
祝子（のりこ） / 覚山尼（かくざんに）
演：西田ひかる（祝子） / 十朱幸代（覚山尼）（幼少期：吉谷彩子 → 児玉真菜）
時宗の妻。安達義景の娘、泰盛の妹。
輿入れの時から時宗とのすれ違いが続くが、時宗が内政に外交に人知れず悩み苦しんでいることを知ると、傍に寄り添い心の支えとなっていく。
時宗が亡くなると落飾する。晩年、「時宗様…。わたくしはもう、泣いてもよろしいですか…？」と眼前に現れた時宗の幻影へ涙ながらに語りかけた。
北条貞時（ほうじょう さだとき）
（幸寿丸 → 北条貞時）
演：佐保祐樹（幼年期：金子雄 → 小池城太朗）
時宗の子、後の第9代執権。
平頼綱が乳母父となる。
北条高時（ほうじょう たかとき）
演：浅利陽介
貞時の子、時宗の孫。のちの第14代執権。
松下禅尼（まつしたぜんに）
演：富司純子
時輔・時宗・宗政・足利頼氏の父方の祖母。時頼の母。安達義景の妹、泰盛と祝子の叔母。
時輔と共に時宗の最期を看取る。
讃岐局（さぬきのつぼね）
演：篠原涼子
時頼の側室。時輔の母。
時輔が嫡男として扱われないことに不満を抱いており、正室の涼子とその子時宗に激しい対抗意識を燃やしている。後に幼い時輔を残して非業の死を遂げる。
祥子（しょうこ）
演：ともさかりえ（幼少期：黒川芽以）
時輔の妻。小山長村の娘。実時の姪。
時輔との夫婦仲は良好だったが、二月騒動で時輔が誅殺されたものと思い込み、命令を下した時宗に恨みを持つ。時宗を殺そうとするが、平頼綱の手によって殺される。
北条時利（ほうじょう ときとし）
（明寿丸 → 北条時利）
演：鈴木藤丸（幼年期：清水響 → 中野勇士）
時輔の子。
祥子の死後、篤子と共に時宗の下で育てられる。
篤子（あつこ）
演：福田麻由子（幼年期：朝田帆香）
時輔の娘。
北条宗政（ほうじょう むねまさ）
（福寿丸 → 北条宗政）
演：比留間由哲（幼少期：松川真之介 → 川原一馬）
時宗の同母弟。
兄・時宗を尊敬しており、兄の陰日向としてあらゆる面で支える。異母兄の時輔に対して最初は敵意をもった態度が多かったが、徐々に友好的に接するようになり、やがて時宗との関係修復に奔走する様になる。
時頼の名代として九州に渡り蒙古軍に対峙するが、文永の役にて敵の投じた爆弾（てつはう）により片目を失う。以降は恐怖と幻覚に苦しむものの、弘安の役では爆弾を投げ返したことで反撃し、九州御家人らとともに蒙古軍を撃退する。神風で浜に打ち上げられた時輔を介抱していたところ、息を吹き返した蒙古兵に襲われ命を落とす。
芳子（よしこ）
演：泉沙池
宗政の妻。北条政村の娘。
オカメのような器量なしの醜女。妻として愛しており、宗政の死に号泣する。
平頼綱（たいら の よりつな）
（八郎 → 平頼綱）
演：北村一輝
孤児の生まれであり、安達泰盛の命で北条長時を暗殺したことを経て時宗に仕え、平盛綱の養子となる。得宗家御内人として栄進していく。
粗暴かつ権謀術数を厭わぬ性格で、しばしば狂気をのぞかせるが、時宗のことは崇拝しており、自身の出自と長時暗殺の真実を全て打ち明けた上で絶対の忠誠を誓う。
日蓮に「偽りを生きる者」と断じられ、日蓮を激しく憎悪する。
祥子殺害をきっかけに時宗からの扱いが冷淡になり、「汚名をそそげ」と九州へ送られ、宗政や九州御家人らとともに文永の役を戦う。戦場でも倒した蒙古兵を何度も斬りつけるなど、狂気の一面をのぞかせる。
九州からの帰還後に再び栄進するが、徐々に泰盛との対立が激化し、往来で斬り合いになったのを時宗に止められる。直後に時宗が倒れ、死の床につく時宗の求めに応じて泰盛と和解する。時宗の死を知ると、感情を抑えきれずに泣き叫ぶ。その後、泰盛と再び対立して殺し、最終的には時宗の子・貞時に討たれる。
平盛綱（たいら の もりつな）
演：宗近晴見
北条得宗家執事。
頼綱を養子にする。
禎子（さだこ）
演：寺島しのぶ
頼綱の妻。
公家・飛鳥井家の姫だったが、御家人の世を壊す気概を持つ者と結婚したいと御内人に過ぎない頼綱に嫁ぐ。夫と同様に野心家で、頼綱の野心を煽動する。
宿屋光則（やどや みつのり）
演：加世幸市
北条得宗家家臣。
諏訪盛重（すわ もりしげ）
演：上杉陽一
北条得宗家家臣。
服部正左衛門（はっとり しょうざえもん）
演：室田日出男
時輔の家臣。
元は小山氏の家臣だったが、祥子の付き人として時輔のもとに送られ、時輔夫妻に仕える。時輔と祥子に献身的に尽くす。二月騒動の後、時宗への遺恨を強める憔悴した祥子を諫めながら、祥子に寛大な処置が下るよう尽力する。しかし祥子が頼綱に殺害された後は時宗を憎悪し、得宗家に仕えることを拒否して悪党に身を落とす。蒙古襲来の最中、戦を強行する時宗を批判して対峙する。後に時輔が生きていることを知ると再び従い、共に世界の果てを目指して旅立つ。
如月（きさらぎ）
演：清川虹子
老女。
六波羅探題南方に任じられて京へ赴任した時輔に付けられる。南方が長年空席だった影響で、蜘蛛の巣の張った荒れ放題の役宅で時輔を迎える。非常に高齢であり、源頼朝が六波羅に京都守護所を置いてから79年にわたって仕えてきたと語る。

### 北条一門

#### 極楽寺流
北条重時（ほうじょう しげとき）
演：平幹二朗
極楽寺流北条氏当主。長時・時茂・義政・梨子の父。泰盛の義父（舅）。時章・桔梗・教時の叔父。北条義時の三男。北条政子の甥。政村の異母兄（実母は比企家出身の姫の前）。六波羅探題北方を務めていたが、一族の重鎮として、時頼の求めに応じて京から鎌倉に戻る。涼子の養父となることで、時頼との婚礼が円滑に行われるようにする。長時が自分をからかった民衆を斬った一件では、長時を守ろうとして一騒動を起こす。その後、病に倒れるが、死の間際に政村に対して「長時に災いをもたらすならば、決して許さぬ」と遺言を残す。
北条長時（ほうじょう ながとき）
演：川崎麻世
重時の子。鎌倉幕府第6代執権。泰盛の義兄。
時頼が病にかかった後、時宗成長までの眼代として執権職を譲られたが、時頼が病から回復したため、傀儡の執権にされ、民衆からも嘲笑される存在となる。そのことに耐えがたくなり、将軍宗尊親王に接近して、得宗家打倒の陰謀に参加するようになる。このため時頼から危険視され、時頼は時宗に長時を殺すよう遺言を残す。時宗は苦悩の末に安達泰盛に遺言の内容を明かし、長時は泰盛の命を受けた平頼綱によって暗殺される。その後、義政から長時の死の真相を尋ねられた時宗は皆の前で「反北条勢力と手を結んでいた長時を、暗殺するよう自分が命じた」と語る。
北条義宗（ほうじょう よしむね）
演：宮迫博之
長時の子。六波羅探題北方。
一門の中では若年だが、北条顕時と共に時宗に重用される。父・長時の死に疑念を抱いており、時宗に真偽を問い質す場面もあったが、時宗から長時暗殺の首謀者は自分だと明かされた後も従い続ける。のちに泰盛と頼綱の争いで板挟みとなり煩悶し、非業の最期を遂げる。
北条時茂（ほうじょう ときもち）
演：羽賀研二
長時の弟。六波羅探題北方。
南方として赴任してきた時輔を快く思っておらず、事あるごとに時輔に冷淡に当たるが、小心者で過労死する。
秀子（しゅうこ）
演：英由佳
時茂の妻、政村の娘。
北条義政（ほうじょう よしまさ）
演：渡辺徹
長時の弟。
兄・長時の死に不信を抱き、北条得宗家と距離を置いていたが、長時暗殺の首謀者は自分だと明かした時宗との和解を経て、時宗の求めに応じて連署となる。しかし、甥の義宗が自刃した後は、義宗を死に追いやってしまったとの自責の念から鎌倉を離れる。

#### 政村流
北条政村（ほうじょう まさむら）
演：伊東四朗
重時の異母弟（実母は伊賀家出身の伊賀の方）。北条義時の五男。北条政子の甥。実時の伯父。
長時の死後、時宗が執権就任を辞退したため、老年の身で執権に就任する。就任の際には小躍りして喜ぶ。
食わせ者であり、のらりくらりとした態度をとることが多い。時には仮病を使い、それについて「意見が2つに割れている中で、執権たるわしが片方に賛成する意を示すと、必ずもう片方が反発して騒ぎが起こる」と自己弁護する。
執権の座に執着していたが、最後は実時や泰盛の説得を受け入れて退任。その後、執権となった時宗を連署として補佐する。後に病で倒れるが今までの行状が災いし、居合わせた時宗から当初は仮病と思われる。

#### 金沢流
北条実時（ほうじょう さねとき）
演：池畑慎之介
金沢流北条氏当主。北条実泰の長男。重時・政村の甥。祥子の伯父。
宝治合戦では毛利季光と交渉し、三浦方に加わらないよう要請する。時頼からの信頼も厚く、時頼没後も得宗家の知恵袋として政治の合議に参加し、病没する直前まで北条家の行く末を案じ、時宗に道標を示す。晩年に病魔に冒されたことによって、時宗にも病魔が潜んでいることを悟るも、当の時宗に「わしは壮健じゃ」と静かに、かつ力強く返答されたことで北条得宗家が安泰であると信じ、実子・顕時と和解した後、静かに生涯を閉じる。
読書を趣味として金沢文庫の創始者となる。死後に在りし日の実時を知る一門の面々は、実時の最大の功績は常に一門の面々の間を取り持っていたことだと認める。
実時の死後、鎌倉では北条一門を中心とする独裁体制を強める時宗を支持する頼綱と、御家人としての立場からこれに反対する泰盛の対立が表面化することになってしまう。
北条顕時（ほうじょう あきとき）
演：山口馬木也
実時の子。
父・実時とは北条一族の釣り合いを取るための実母との離縁、享子との再婚が原因で確執を生じてしまい、一時は酒に溺れてしまう。しかし、その後は立ち直り、義宗と共に時宗に重用されて以降は父を凌ぐ知恵者としての実力を発揮する。
父・実時が死期を迎える際に和解する。
周子（ちかこ）
演：増田恵子
実時の前妻。顕時の母。
享子（たかこ）
演：木村多江
実時の後妻。政村の娘。
滝子（たきこ）
演：浜名彩香 → 乙宮ゆめ
顕時の妻。

#### 名越流
北条時章（ほうじょう ときあきら）
演：白竜
名越流北条氏当主。北条朝時の次男。北条義時の孫。重時・政村の甥。
自分たちこそが北条家の嫡流であるとの思いが強く、得宗家と敵対する。傀儡にされている将軍・宗尊親王や足利家に接近することで得宗家打倒の機会をうかがう。冷静な性格で教時や桔梗と比べて分別もあったが、教時の幸寿丸襲撃が原因で館を攻められ、頼綱の眼前で自害する。
北条教時（ほうじょう のりとき）
演：鈴木祐二
時章の異母弟。
時章や姉の桔梗とともに得宗家打倒を狙う。時章に比べて血気盛んな性格で、すぐに激昂するため時章に制止されることも多い。蒙古の国書をめぐる評定の席でも「使者を切り捨てよ」といった蒙古に対する強硬意見を主張する。後に桔梗の指示を受けて、時宗の息子・幸寿丸の乗る輿を配下に襲撃させるが失敗。二月騒動で敗死する。

#### その他の北条一門
北条時広（ほうじょう ときひろ）
演：石橋蓮司
北条時房の孫。猶子。
時宗の求めに応じて北条一門の長老格として幕政に参画する。弘安の役後に病床についた時宗を看病する。

### 御家人

#### 安達家
安達泰盛（あだち やすもり）
演：柳葉敏郎
安達義景の子。松下禅尼の甥で祝子の兄。重時の娘婿。長時の義弟。
時頼とは幼少から親しく、宝治合戦の際には苦悩する時頼を説得して三浦氏討伐へと向かわせる。時頼没後に時宗が「長時を殺せ」という遺言を残されていたことが政村の追及によって明らかとなり、苦悩する時宗や長時とは義兄弟にあたる泰盛を案じた政村が暗殺の首謀者を引き受けようとするが、あえて自分が首謀者になると決意し暗殺の実行役を八郎（平頼綱）に命ずる。しかし、梨子への罪悪感から動揺を隠すことが出来ず、梨子に早い段階で長時暗殺の首謀者と悟られる要因となる。時宗がそれまで幕府中枢から距離があった人物を政権の中心に据えようとすると難色を示す。特に御内人にすぎない頼綱が重用されるのを「御家人の世が崩れる」と危惧し、頼綱と対立を深める。時宗との関係も悪化し、足利家など反得宗勢力に担がれる存在となる。往来で頼綱と斬り合いになるが、時宗の制止によって思いとどまる。死の床につく時宗の求めに応じ、頼綱と力を合わせることを誓う。
梨子（りんこ）
演：牧瀬里穂
泰盛の妻。北条重時の娘、長時の妹。
時宗が政村と実時の追及によって長時暗殺を遺言されていたことを偶発的に聞いてしまい、執権の座を降りるよう兄・長時を説得するも一蹴され、のちに兄を暗殺されてしまう。その死に不審を抱いており、泰盛はそのことを隠していたが、自身は泰盛の様子から暗殺の首謀者と見抜いている。頼綱に対しては、不審なものを感じ警戒している。頼綱と2人きりになったところを襲われ、頼綱から長時を殺したのは自分であるとほのめかされる。
安達義景（あだち よしかげ）
演：小野武彦
泰盛と祝子の父。松下禅尼の兄。
北条得宗家と縁戚関係になることで、安達家が幕府内での発言力を増すことになる。
安達盛宗（あだち もりむね）
演：平沼紀久
泰盛の甥。
のちに泰盛の養子となり、文永の役では安達氏を代表して九州へ下向する。

#### 三浦家
三浦泰村（みうら やすむら）
演：津嘉山正種
三浦家当主。三浦義村の次男。時頼の父方の祖母・矢部禅尼は妹。
北条氏によって有力御家人が次々と滅ぼされる中で家名を保ったが、宝治合戦に敗れて滅亡する。時頼を信頼して戦を避けるつもりであったが、結果的には北条氏に裏切られることになる。
三浦光村（みうら みつむら）
演：遠藤憲一
泰村の弟。三浦義村の四男。
北条に対する敵対心が強く、兵を率いて鎌倉に攻め入ろうとしたが、和平策を受け入れた泰村に制止される。最終的に北条方に不意を衝かれて劣勢となり、奮戦したが敗れる。

#### 毛利家
毛利季光（もうり すえみつ）
演：高橋英樹
涼子の父。
宝治合戦で当初は北条方についていたが、妻に懇願されて三浦方について戦う。説得に訪れた実時に涼子の行く末を託し、自刃する。
藤子（とうこ）
（藤子 → 藤泉尼）
演：大谷直子
季光の妻で、涼子の母。
自身の実家である三浦氏に味方するよう夫に懇願する。涼子にも時頼の寝首をかき切るよう伝える。宝治合戦後、夫や三浦一族の後を追って自決する。

#### 足利家
足利泰氏（あしかが やすうじ）
演：西岡德馬
有力御家人の足利家の当主。
足利家が天下を握ることを望み、将軍や名越流北条氏に接近して得宗家転覆の機会をうかがう。
実時により出家させられ、その後も得宗家打倒の野望に執念を燃やすが急死する。
桔梗（ききょう）
演：原田美枝子
泰氏の前妻で、名越時章の妹、名越教時の姉。一人称はわらわ。
得宗家の陰謀によって夫と無理矢理離縁させられた事を恨んでおり、足利家や名越北条家などを動かして様々な得宗家転覆の企みに関与する。高師氏とは逢瀬を重ねる関係にある。二月騒動で流罪となったが、その後も足利家を得宗家打倒に向かわせる企みを続ける。恨みに生きることを拒否する時輔に怒り、時輔に掴みかかって自らが時頼を暗殺した張本人であることを明かしたが、その直後に高師氏により斬られ、師氏に抱かれながら息を引き取る。
足利頼氏（あしかが よりうじ）
（足利利氏 → 足利頼氏）
演：尾美としのり（幼少期：厚木拓郎 → 安藤一平）
泰氏の子で、母は時頼の妹。
足利家の中では穏健派で、反得宗家の陰謀を嫌悪していた。
時輔の烏帽子親を務めた縁から彼に一門も関わる反北条の陰謀を明かしたが、足利家の当主の器にあらずと見た家臣の高師氏により毒殺される。
足利家時（あしかが いえとき）
演：俊藤光利（幼少期：内山昂輝）
頼氏の子。
祖父が得宗家転覆の企みを成功させられずに死去した後、時宗に面従腹背することで足利家の延命を図る。そのため強硬な反得宗派の桔梗のことは快く思っていない。
終盤には安達泰盛の担ぎ上げを行って幕府の分裂を煽る陰謀を仕掛ける。
足利高氏（あしかが たかうじ）
演：三觜要介
家時の孫。のちに室町幕府初代将軍となる。
高師氏（こう の もろうじ）
演：江原真二郎
足利家執事。
足利家を天下人にすることに執念を燃やし、様々な反得宗の陰謀に関与する。桔梗とは逢瀬を重ねる関係にある。
上杉重房（うえすぎ しげふさ）
演：大森啓祠朗
足利家家臣。

#### 少弐家
少弐資能（しょうに すけよし）
演：野口貴史
鎮西奉行。血気盛んで厳格な老武士でよく激昂する。
弘安の役で蒙古軍が投じた爆弾（てつはう）により爆死する。
少弐景資（しょうに かげすけ）
演：川野太郎
資能の子。父とともに鎮西奉行の役割を果たし、九州御家人のまとめ役となっている。
蒙古襲来では博多における実質的な幕府軍の大将であった。討ち死にした蒙古兵を執拗に斬りつける頼綱をたしなめた。敵の副司令官・劉福亨を発見し、弓矢を命中させる。

#### 西国の御家人
竹崎季長（たけざき すえなが）
演：うじきつよし
肥後の御家人。
にぎやかな性格だが、空回りが多い。蒙古襲来において一番手柄を立てる。九州御家人の窮状を訴えるため絵巻物を携えて鎌倉へ上り、時宗や泰盛と会見する。
菊池武房（きくち たけふさ）
演：小西博之
肥後の御家人。
竹崎とよく一緒におり、彼の突っ込み役のような存在。
蒙古襲来において竹崎とともに活躍する。九州御家人の窮状を訴えるため竹崎とともに鎌倉へ上り、時宗や泰盛と会見する。
大友頼泰（おおとも よりやす）
演：飯島大介
豊後の御家人。
島津久経（しまづ ひさつね）
演：大木聡
筑前の御家人。
河野通有（こうの みちあり）
演：奈佐健臣
伊予の御家人。
佐志房に助けられている。弘安の役では瀬戸内水軍を率いて蒙古兵の船団を夜襲する。
日田永基（ひだ ながもと）
演：ダンカン
豊後の御家人。
蒙古襲来の際に一騎討ちの作法にのっとって敵と戦おうとしたが、自身の先祖やその武勲を述べている最中、敵が投じた爆弾により爆死する。
平景隆（たいら の かげたか）
演：角田信朗
壱岐の守護代。
文永の役で島に上陸した蒙古軍相手に奮戦したが、最後は「壱岐に栄えあれ」と絶叫して自害する。
浅川平八郎（あさかわ へいはちろう）
演：庄司永建
季長の郎党。

#### その他の御家人
天野常世（あまの つねよ）
演：宇崎竜童
上野の御家人。
一族の者に領地を騙し取られ、貧困生活を送っている。
諸国見聞の旅に出た時頼一行を泊め、貧しいながらも精一杯のもてなしをする。時頼から一夜にお礼にと、領地を取り戻すための書状を与えられる。
波津（はつ）
演：柏木由紀子
常世の妻。
二階堂行綱（にかいどう ゆきつな）
演：青野武
政所執事。
蒙古の国書をめぐる評定の席では対外強硬派。「返書など与える必要はない」「属国になるぐらいなら戦で果てる道を選ぶ」と主張する。謝国明持参の世界地図を見せられた際には「無礼な地図」と激昂し、藤子から「真のこと」とたしなめられる。
中原師連（なかはら もろつら）
演：堀部隆一
評定衆。蒙古の国書をめぐる評定の席では穏健派。「使者を切り捨てよ」と激昂する強硬派の北条教時に対し、「切り捨てれば蒙古に攻め込まれる」とたしなめる。
佐々木氏信（ささき うじのぶ）
演：九太朗
評定衆。

### 将軍・朝廷・公家

#### 将軍
九条頼経（くじょう よりつね）
演：宇梶剛士
鎌倉幕府第4代将軍。
すでに将軍を更迭され京へ送り返されているが、京から三浦氏と結託して北条氏打倒を画策する。三浦氏滅亡後は足利氏と接触を図っていたが、息子の頼嗣共々、時頼が仕向けた刺客によって暗殺される。
九条頼嗣（くじょう よりつぐ）
演：土倉有貴（幼少期：伊山伸洋）
鎌倉幕府第5代将軍。
更迭されて京に送り返された後、父頼経共々、時頼の放った刺客に暗殺される。
檜皮姫（ひわだひめ）
演：西山紗織
頼嗣の御台所。時頼の姉。
北条氏の勢力拡大を嫌った何者かに毒を飲まされ病死する。
宗尊親王（むねたかしんのう）
演：吹越満（幼少期：相ヶ瀬龍史）
鎌倉幕府第6代将軍。後嵯峨上皇の皇子。亀山天皇の兄。
生母の身分が低かったため、皇位を弟に取られて鎌倉へ追いやられる。庶長子という立場を同じくする時輔を引き立て、時宗と衝突させることで得宗家の分裂を狙う。
名越流北条氏や足利氏、執権・北条長時など鎌倉内の反得宗勢力と結んで得宗家を滅ぼそうと画策する。
将軍職を追われて都に送り返された後も得宗家打倒の陰謀を主導し、二月騒動に発展する。
近衛宰子（このえ さいし）
演：川原亜矢子
宗尊親王の御台所。
公家・近衛家の姫で、時頼の養女として親王と縁組する。祈祷僧の僧正・良基との密通事件を起こし、それが将軍更迭のきっかけとなる。
惟康親王（これやすしんのう）
（惟康王 → 惟康親王）
演：藤沼豊（幼少期：小阪風真 → 山内翼）
鎌倉幕府第7代将軍。宗尊親王の子。

#### 朝廷
後嵯峨上皇（ごさがじょうこう）
演：木之内頼仁
第88代天皇。宗尊親王と亀山天皇の父。
鎌倉を野蛮と蔑んでいるが、かつて忠成王との皇位継承争いで北条の力を借りた経緯から幕府からの要求を断れず、宗尊親王更迭や惟康王擁立を認める。
亀山天皇（かめやまてんのう）
演：松田洋治
第90代天皇。後嵯峨上皇の皇子。宗尊親王の弟。
父・後嵯峨上皇と対立関係にあり、父の側近である近衛基平を嫌っている。蒙古襲来時には全国の寺社に命令を出し、敵国降伏の祈祷を行わせる。

#### 公家
近衛基平（このえ もとひら）
演：宮内敦士
関白。
朝廷が再び天下に号令するため才覚ある者を求めており、六波羅に左遷されてきた時輔に目をつけて交流を深める。亀山天皇に蒙古から送られた国書に返書をしてはいけないと訴え、自刃する。反蒙古の考えを抱いていた時輔は、基平の影響で蒙古や外国の事情を知ることになる。
一条実経（いちじょう さねつね）
演：井上順
元摂政・関白。
関白や宗尊親王、亀山天皇など朝廷の権力者の取り巻きの貴族。京都に赴任してきた無位無官の時輔を辱しめる。
西園寺実氏（さいおんじ さねうじ）
演：大木実
元太政大臣。関東申次。
一条と同様、権力者の取り巻きの貴族。
鷹司基忠（たかつかさ もとただ）
演：三浦論
関白。
基平の死後に関白となる。時輔を蔑んでおり、高麗の三別抄を支援するよう求める時輔の意見を退ける。

### 蒙古・大元

#### 皇帝一族とその側近
クビライ・カアン
（クビライ → クビライ・カアン）
演：バーサンジャブ
モンゴル帝国第5代皇帝（カアン）。大元王朝初代皇帝（世祖皇帝）。
単純な悪者ではなく、兄や子と対立しながら苦悩する人間的な部分や、能力のある者は出身や民族を問わず取り立てる開明的な人物。兄・モンケとは異なり、「南宋との戦を制するには、南宋と交易する国々を攻め取り弱体化させる」という戦略をモンケの代より主張していたが、この戦略が南宋と交易する日本への侵略へと繋がることになる。
モンケ・カアン
演：デルゲル
クビライの兄。モンゴル帝国第4代皇帝。
当初はクビライと対立し、「大カアンになれない」と過小評価していたが、最終的には和解する。一方で、南宋との戦に対しては直接攻め勝つことに拘っていたが、その途上で病死する。
チャブイ
演：シュウレンホアル
クビライの妻。大元の皇后。チンキムの母。
クビライとチンキムの争いに気をもむ。
チンキム
演：アヤンガ（幼少期：ホルチンビリグ）
クビライの嫡男。大元の皇太子。
クビライの強引な政策に心を痛める。
アフマド
演：アブリミティ・イズマイル
大元の宰相。
姚枢
演：ソヨルダライ
クビライの漢人顧問。儒学者。
マルコ・ポーロ
演：ダリオ・ポニッスィ
ヴェネツィアの商人。
クビライに側近として迎え入れられる。日本語に堪能で、大都にやって来た時輔らと情報交換を行う。
ニコロ・ポーロ
演：海英切
マルコの父。
マッフェオ・ポーロ
演：克来刻
マルコの伯父。

#### 大元の使者
潘阜（はん ぷ）
演：錦野旦
大元の使者として来日した高麗の役人。
佐志勇から「同じ高麗の人間なのに、蒙古に従う裏切り者」と殺意を抱かれ襲われるが、美岬に庇われて命を拾う。その後、房に捕えられ連れてこられた勇に、自らの思いや高麗の苦しみを語り和解する。
黒的
演：叔木羅
大元の使者として来日した高麗の役人。
殷弘
演：庸宋徳
大元の使者として来日した高麗の役人。
趙良弼（ちょう りょうひつ）
演：修宗迪
大元の使者。クビライの重臣。
民族や出自に関わりなく能力ある者を取り立てるクビライに感謝し、心酔している。
時輔と交流を持ち、時輔が流浪の身となった後には戦を早く終わらせるためとして蒙古軍に協力するよう説得する。
杜世忠（と せいちゅう）
演：李琰
文永の役後に送られた大元の使者。
大宰府で民衆に襲撃されるも時輔に保護される。時輔との交流を深め時宗との会見に臨んだが、降伏を促しに来た使者であるとして斬首される。

#### 蒙古軍
忻都
演：修健
文永・弘安の役の大元軍司令官。モンゴル人。
弘安の役では、停戦と博多への避難を訴える時輔の意見を無視する。のちに、神風により軍は壊滅することになる。
洪茶丘
演：翁華栄
文永・弘安の役の大元軍副司令官。高麗人。
金方慶
演：戴書華
文永・弘安の役の高麗軍司令官。高麗人。
劉福亨
演：薄宏
文永の役の大元軍副司令官。漢人。
少弐景資の矢を受けて負傷する。

### その他

#### 博多商人
謝国明（しゃ こくめい）
演：北大路欣也
博多の商人。南宋出身。
北条時頼と親しい間柄となり、蒙古の情勢を時頼に伝える。諸国見聞中の幼少の時宗にも世界の広さを教える。大都建設の木材の商売でクビライと会見する機会を得る。一貫して蒙古と戦することを避けるよう主張し、時宗の招きで幕府評定の席に出席した際にも血気に逸る鎌倉武士たちを諫める。最初の蒙古襲来（文永の役）後、使者を斬首するといった時宗の蒙古に対する強硬姿勢に憤りを現すが、時宗の立場を理解している。弘安の役では、嵐に巻き込まれた蒙古兵たちを同じ人間であるとして救助し、当初は救助を嫌がっていた御家人たちも謝国明のその懸命な姿を見て救助に協力する。
美岬（みさき）
演：藤あや子
謝国明の妻。
おせっかいなほどの世話好き。大元の使者・潘阜をもてなした際に、佐志勇から襲われた潘阜を庇い殺される。
謝太郎（しゃ たろう）
演：松重豊
謝国明の子。
父譲りの広い視野を持ち、神出鬼没に現れて時宗に協力する。
蓮華（れんげ）
演：神田うの
見世の女。
母国を滅ぼされた戦を嫌悪している。

#### 水軍松浦党
佐志房（さし ふさし）
演：藤竜也
水軍松浦党の頭領。
謝国明と親しく、諸国見聞中の時頼・時宗親子とも交流する。蒙古襲来の際に松浦党を率いて戦うが、息子たちを蒙古兵に殺される。その無念を晴らすため、戦を決断した時宗と決闘に及び勝利するが、とどめを刺さずに去る。その後は大元に渡り、もう一人の戦の当事者であるクビライを暗殺しようとしたが、護衛に刺されて致命傷を負う。勇敢な者として手厚く葬ると告げたクビライに対し、「海に返してくれ」と述べて息を引き取る。
桐子（とうこ）
演：木村佳乃（幼少期：磯部詩織 → 邑野未亜）
佐志房の養女。足利泰氏の隠し子。
水軍の一員として育ったため、自分のことを「おれ」と呼ぶ。幼少時に時宗と出会い、後に再会してほのかな想いを寄せる関係となる。
クビライに心酔していたが蒙古襲来で戦闘に巻き込まれ、自分の身を守るため蒙古兵を殺害する。兄弟を失ったこともあり、その後はそれまで以上に戦を嫌悪するようになる。戦を命じたのが時宗であることを知り悲しみに暮れる。
泰氏の娘であることを知らされると、時宗に戦の愚かさを伝えるために一時的に足利家に入るが、時宗に自分の本当の想いを伝え松浦党へ戻る。
ふき
演：木村佳乃
桐子の母。
桐子に「お前には鱗（うろこ）を食らう龍（りゅう）の血が流れている」と言い残して亡くなる。この言葉を桐子が覚えていたことが、桐子が足利家の隠し子だと分かるきっかけとなる。
佐志直（さし ただす）
演：高畑雄亮（幼少期：大澤佑介 → 小林元樹）
佐志房の長男。
蒙古襲来で戦死する。
佐志勇（さし いさむ）
演：吉守京太（幼少期：常盤祐貴 → 工藤幾未）
佐志房の次男。養子。高麗の出身。
大元の使者として博多を訪れた高麗人の潘阜の通訳をした際に、高麗を従属させた大元への恨みが再燃し潘阜に斬りかかり、庇った美岬を誤って殺してしまう。この件を知った房に謝国明の元へ連れて行かれ、美岬の命を奪った償いをその命をもって償おうとするが、国明に「命を奪った償いは命では出来ない」と助命される。その後は松浦党から出奔していたが、のちに房と和解して松浦党へ戻る。蒙古襲来で深手を負い、桐子に「親父殿を頼む」と言い残して息を引き取る。
佐志留（さし とまる）
演：衣笠友章（幼少期：田中大河 → 森脇史登）
佐志房の三男。養子。
蒙古襲来に際して壱岐へ助力として送られるが戦死する。

#### 僧
日蓮（にちれん）
演：奥田瑛二
日蓮宗の開祖。
立正安国論を著し、繰り返し他宗や幕府を批判するため、よく迫害を受けている。時宗の母・涼子に関心を持たれており、しばしば意見を通わせている。
執権である北条長時を無視して北条時頼に直訴を行ったことで、面子を潰された北条重時と長時親子の憎しみを買う。
平頼綱と初めてあった際、彼を「偽りを生きる者」と看破し、以降頼綱から激しい憎しみを向けられる。頼綱の主導で幕府に処刑されかかるも、涼子や祝子の説得を受けた時宗により寸前のところで助命される。
日昭（にっしょう）
演：高橋伸
日蓮の弟子。
日朗（にちろう）
演：安達大介
日蓮の弟子。
無学祖元（むがく そげん）
演：筒井康隆
円覚寺の開祖。南宋出身。
時宗に寿命が残りわずかであることを伝える。

## スタッフ
- 原案：高橋克彦（『時宗』より）
- 脚本：井上由美子
- 音楽・指揮：栗山和樹
- テーマ音楽タイトル：「蒼風〜オープニング・テーマ〜」
- テーマ音楽演奏：NHK交響楽団
- テーマ音楽指揮：尾高忠明
- 演奏・歌：ジェフリー・バルバダクス、ノロヴバンザド、東京オペラシンガーズ
- ピアノ演奏（「時宗紀行」のみ）：山下洋輔
- 時代考証：奥富敬之、杉山正明
- 風俗考証：二木謙一
- 建築考証：平井聖
- 衣裳考証：小泉清子
- 船舶考証：山形欣哉
- 所作指導：西川箕乃助
- 殺陣武術指導：林邦史朗
- 馬術指導：日馬伸
- 御所ことば指導：堀井令以知、井上裕季子
- モンゴル語指導：フフバートル
- 高麗語指導：金裕鴻
- 中国語指導：呉梅
- 熊本ことば指導：山田孝子
- 琵琶指導：須田誠舟
- 書道指導：望月暁云
- 副音声解説：佐久田脩
- 資料提供：石川教張
- コーディネーター：張加貝、李岳林
- タイトル映像：内山嗣康、アルバート・ボノフ
- 撮影協力：福岡県福岡市、福岡県志摩町、長崎県長崎市、長崎県高島町（現・長崎市）、岩手県江刺市（現・奥州市）、円覚寺、東慶寺、内蒙古映画制作所、みちのく北方漁船博物館
- 語り：十朱幸代、松本和也（アバンタイトル）、高橋美鈴（時宗紀行）
- 制作統括：阿部康彦
- 制作：山本秀人、出水有三
- 美術：稲葉寿一、鈴木利明、斉藤健治
- 技術：上原康雄、雨海祥夫
- 音響効果：菅野秀典、小野寺茂樹、加藤直正、臼井正明
- 編集：田中美砂
- 撮影：中村和夫、安藤友則、川邨亮、黒川毅
- 照明：竹内信博、笠原竜二、斎藤幸夫、中村正則
- 音声：小林清、三神強、仲野俊幸、鈴木克明
- 映像技術：釣木沢淳、横田幹次、竹内利夫、吉田賢治
- 美術進行：塩野邦男
- 演出：吉村芳之、吉川邦夫、渡邊良雄、城谷厚司、真鍋斎、吉田浩樹、勝田夏子、松浦善之助

## 放送

### 放送日程
- 第1回と最終回は14分延長。
- 第30回は20時から第19回参議院議員通常選挙開票速報を放送するため45分繰り上げ。

| 第1回                                                      | 1月7日   | 鎌倉大激震                  | 吉村芳之   |
| 第2回                                                      | 1月14日  | ふたりの母                  | 吉村芳之   |
| 第3回                                                      | 1月21日  | 兄弟落差                    | 吉村芳之   |
| 第4回                                                      | 1月28日  | 反抗                        | 吉村芳之   |
| 第5回                                                      | 2月4日   | 波乱の旅                    | 吉川邦夫   |
| 第6回                                                      | 2月11日  | 博多恋心                    | 吉川邦夫   |
| 第7回                                                      | 2月18日  | 執権修行                    | 吉川邦夫   |
| 第8回                                                      | 2月25日  | 逃げた花嫁                  | 吉村芳之   |
| 第9回                                                      | 3月4日   | 決闘由比ヶ浜                | 吉村芳之   |
| 第10回                                                     | 3月11日  | ひとり立ち                  | 吉村芳之   |
| 第11回                                                     | 3月18日  | 時頼絶命                    | 吉川邦夫   |
| 第12回                                                     | 3月25日  | 暗殺                        | 吉川邦夫   |
| 第13回                                                     | 4月1日   | 大いなる岐路                | 吉村芳之   |
| 第14回                                                     | 4月8日   | 兄の追放                    | 吉村芳之   |
| 第15回                                                     | 4月15日  | 母上ご乱心                  | 渡邊良雄   |
| 第16回                                                     | 4月22日  | 将軍すげ替え                | 渡邊良雄   |
| 第17回                                                     | 4月29日  | クビライの影                | 吉川邦夫   |
| 第18回                                                     | 5月6日   | 国書来る                    | 吉川邦夫   |
| 第19回                                                     | 5月13日  | 戦か属国か                  | 城谷厚司   |
| 第20回                                                     | 5月20日  | 十八歳の執権                | 城谷厚司   |
| 第21回                                                     | 5月27日  | 初陣                        | 吉川邦夫   |
| 第22回                                                     | 6月3日   | 京の闇                      | 吉村芳之   |
| 第23回                                                     | 6月10日  | 人質                        | 吉田浩樹   |
| 第24回                                                     | 6月17日  | 高麗からの文                | 吉村芳之   |
| 第25回                                                     | 6月24日  | 最後通告                    | 城谷厚司   |
| 第26回                                                     | 7月1日   | 兄弟の絆                    | 吉田浩樹   |
| 第27回                                                     | 7月8日   | ご謀反許さず                | 吉村芳之   |
| 第28回                                                     | 7月15日  | あの兄を討て！              | 吉村芳之   |
| 第29回                                                     | 7月22日  | さらば兄上                  | 吉村芳之   |
| 第30回                                                     | 7月29日  | 長老死す                    | 城谷厚司   |
| 第31回                                                     | 8月5日   | 出撃命令                    | 城谷厚司   |
| 第32回                                                     | 8月12日  | いざ博多へ！                | 真鍋斎     |
| 第33回                                                     | 8月19日  | 蒙古襲来前夜                | 真鍋斎     |
| 第34回                                                     | 8月26日  | 蒙古襲来〈1〉九百隻の大船団 | 吉村芳之   |
| 第35回                                                     | 9月2日   | 蒙古襲来〈2〉奮戦！ 水軍城  | 吉村芳之   |
| 第36回                                                     | 9月9日   | 蒙古襲来〈3〉 博多炎上      | 真鍋斎     |
| 第37回                                                     | 9月16日  | 謎の撤兵                    | 吉村芳之   |
| 第38回                                                     | 9月23日  | 攻めか守りか                | 城谷厚司   |
| 第39回                                                     | 9月30日  | ねらわれた姫君              | 城谷厚司   |
| 第40回                                                     | 10月7日  | 消えた使節団                | 吉田浩樹   |
| 第41回                                                     | 10月14日 | 斬るべからず                | 吉村芳之   |
| 第42回                                                     | 10月21日 | いのち尽きるとも            | 真鍋斎     |
| 第43回                                                     | 10月28日 | 幕府分裂                    | 松浦善之助 |
| 第44回                                                     | 11月4日  | 妻のなみだ                  | 勝田夏子   |
| 第45回                                                     | 11月11日 | わが祖国                    | 吉村芳之   |
| 第46回                                                     | 11月18日 | クビライを討て！            | 吉村芳之   |
| 第47回                                                     | 11月25日 | 弘安の役                    | 勝田夏子   |
| 第48回                                                     | 12月2日  | 運命の嵐                    | 吉村芳之   |
| 最終回                                                     | 12月9日  | 永遠の旅                    | 吉村芳之   |
| 平均視聴率 18.5%（視聴率は関東地区・ビデオリサーチ社調べ） |          |                             |            |

### 総集編
- 前編「兄弟」 12月16日 19:20 - 20:59
- 後編「蒙古襲来」12月23日 19:40 - 21:19

## メディア
VHSビデオ・DVDで総集編のみ発売されていたが、2023年9月22日に完全版第壱集（DVD-BOX・全7枚）、完全版第弐集（DVD-BOX・全6枚）が発売された。